# Hommes en quarantaine
Hommes en quarantaine est une série télévisée québécoise en 12 épisodes de 25 minutes et 6 épisodes de 45 minutes réalisée par Stéphane Lapointe et diffusée entre le 4 janvier 2003 et le 14 février 2004 sur Séries+, puis sur le réseau TVA.

## Synopsis
Hommes en quarantaine raconte l’histoire de Francis, Paul et Renaud alors qu’un événement majeur vient troubler leur fragile sérénité.

## Fiche technique
- Scénaristes : Claude Landry, Emmanuel Aquin, Jacques Davidts, Robert Davitds, Jean-Vincent Fournier, Geneviève Lefebvre, Chantal Cadieux
- Réalisateur : Stéphane Lapointe
- Producteurs : Josée Vallée et André Béraud
- Producteurs exécutifs : Josée Vallée et Jacques Blain
- Producteur associé : Jacques Méthé
- Société de production : Cirrus Communications

## Distribution
- Pierre Gendron : Renaud Tanguay
- Sylvain Marcel : Francis Lepage
- André Robitaille : Paul Bilodeau
- Julie Le Breton : Valérie Lepage
- Anick Lemay : Marie-Ève Thibault
- Sonia Vigneault : Lucie Bilodeau
- Sébastien Blouin : Philippe Bilodeau
- Charlotte Bergeron Boucher : Frédérique Thibault Lepage
- Chloé Rocheleau : Élizabeth Bilodeau

## Distinctions
- Prix Gémeaux, 6 nominations, 2004.
- Prix Gémeaux, 8 nominations, 2003.

## Épisodes

### Première saison (2003)
1. Tout nu dans la rue
2. La déesse de l'amour
3. Le démon du midi
4. Vieux chien, nouveau truc
5. Jeune à tout prix
6. Lumbago
7. Le procès de Francis
8. Épée de Damoclès pour célibataire endurci
9. Homme des cavernes
10. La vie en rose
11. Le surhomme
12. La grosse vie

### Deuxième saison (2004)
1. Rechutes
2. Bluff
3. Vices cachés
4. Pas de deux
5. Dans la peau
6. À la vie, à la mort